# Demänovská jeskyně svobody

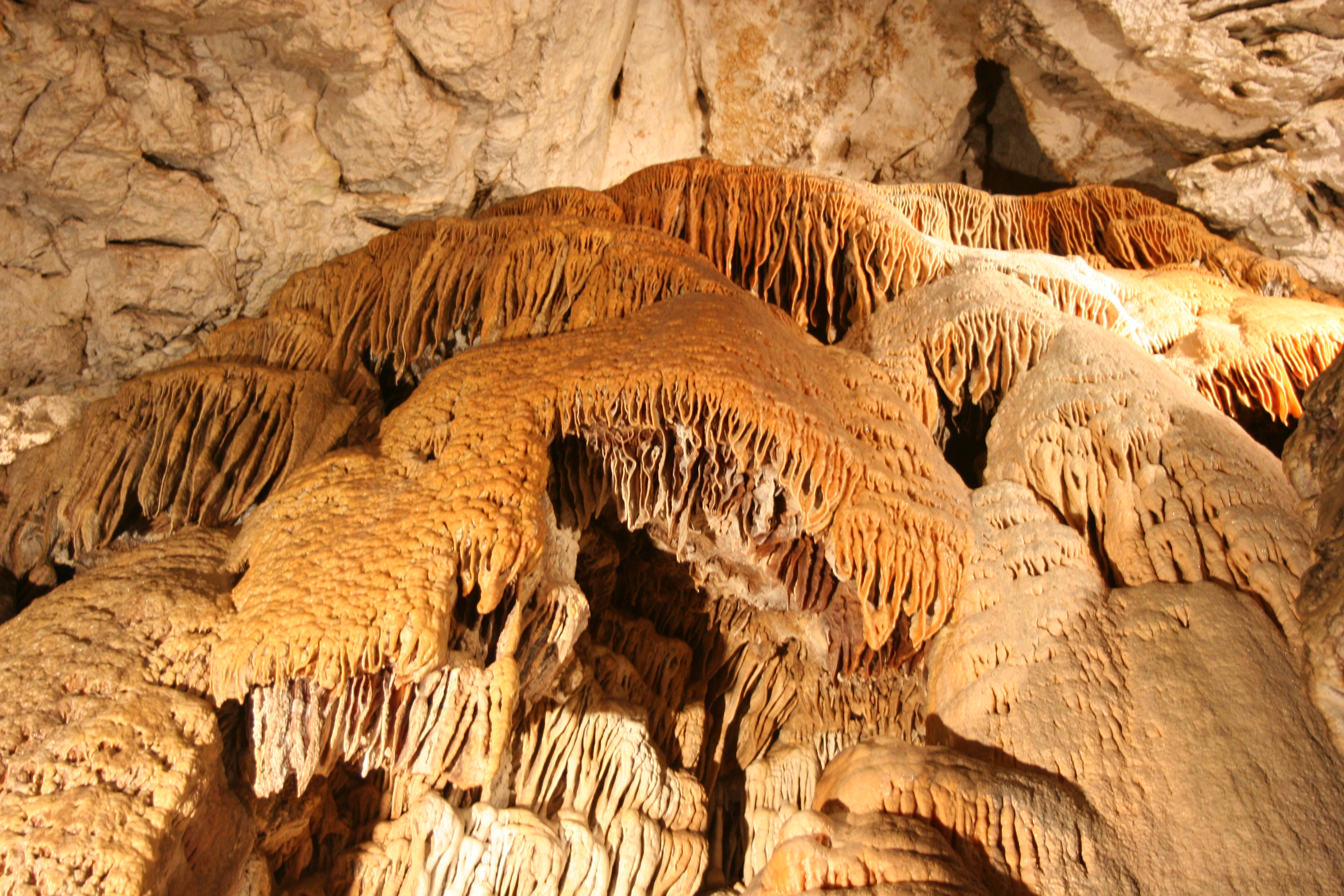

Demänovská jeskyně svobody (slovensky Demänovská jaskyňa slobody) je krasová jeskyně v Nízkých Tatrách v Demänovské dolině, jedna z Demänovských jeskyní. Byla objevena v roce 1921 Aloisem Králem a jeho místními pomocníky Adamem Mišurou, Otou Hrabalem a Jarmilou Vránovou. Demänovská jeskyně svobody je nejnavštěvovanější turisticky zpřístupněnou jeskyní na Slovensku.
Jeskyně svobody má ze známých Demänovských jeskyní nejbohatší krápníkovou výzdobu. Uměle prokopaný vstupní otvor leží v západním svahu Demänovské Poludnice ve výšce 870 m n. m., asi 50 m nad hladinou potoka Demänovky. Zpřístupněná je od roku 1924. Z celkové délky 8897 m (spolu s jeskyní Pustá) je pro veřejnost zpřístupněných asi 1600 m.

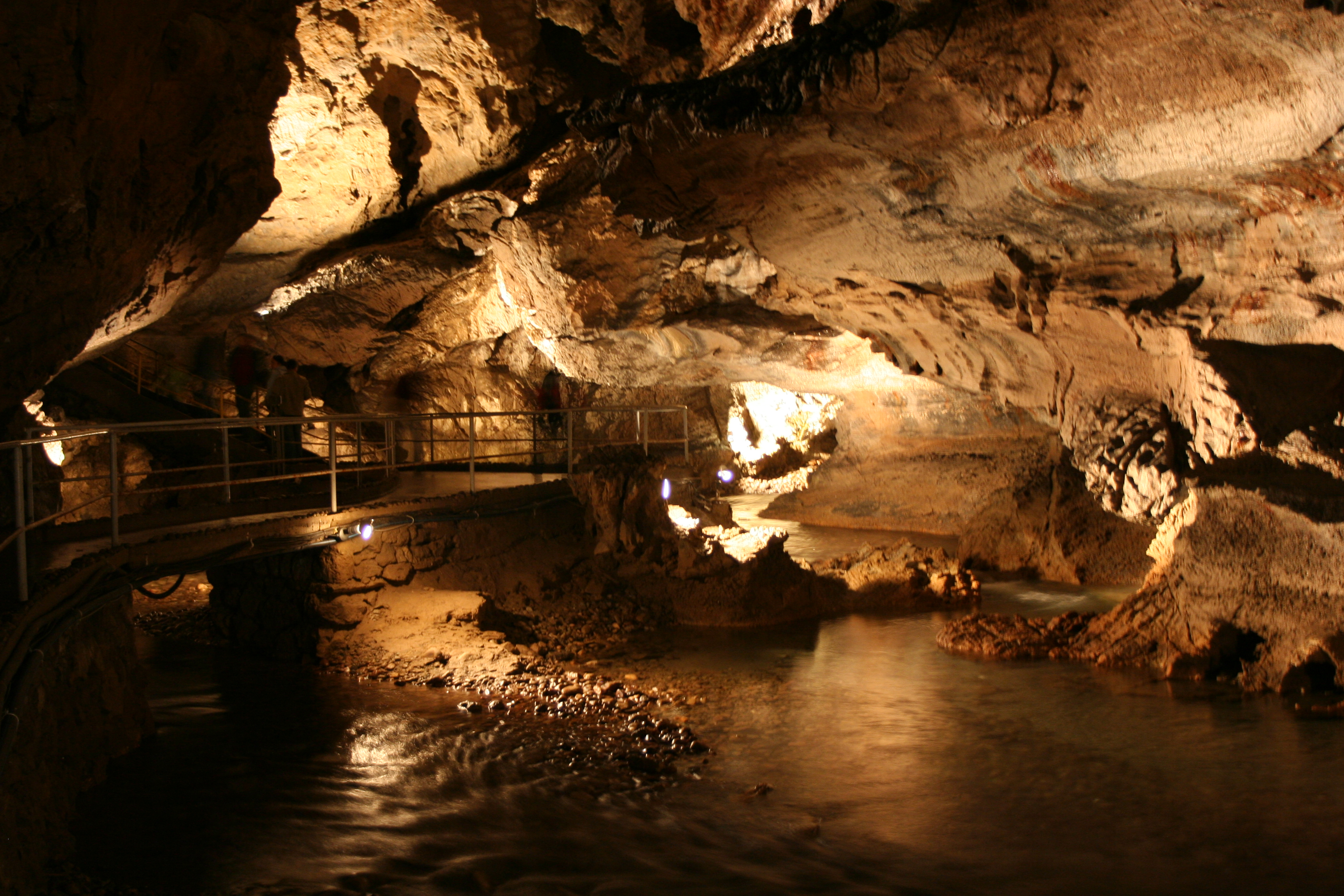

Jeskyně se skládá z dómů, síní a chodeb, vytvořených v šesti jeskynních úrovních, které vznikly během pleistocénu. Podzemní tok Demänovky v současnosti protéká nejnižší úrovní. Jeskynní prostory jsou vyzdobené živými krápníkovými útvary, zabarvenými sloučeninami železa a manganu dožluta až dočervena. Na stropě se objevují sklovitá brčka a tlustší stalaktity, na dně robustnější stalagmity a stalagnáty, na stěnách se nacházejí krápníkové vodopády. Prohlubně jeskynního dna vyplňují Korálové, Zlaté, Hroznové a Leknínové jezírko. Raritou Jeskyně svobody jsou jinovatkové stalaktity v Klenotnici a jeskynní perly – kuličky podobné hrachu – na dně jezírka ve Velkém dómu. Že krápníky rostou velmi pomalu je možné vidět třeba na sklovitém brčku ve Velkém dómu, které vyrostlo za 10 roků (1958–68) jen o 2 mm, což představuje usazení 13,5 mm3 CaCO3.
Teplota jeskyně je 6–7 °C a relativní vlhkost dosahuje 95–97%. Tři otvory na povrch ve výškách 812, 870 a 889 m n. m. způsobují silný průvan, čímž získává jeskyně dynamický charakter.
Z pleistocenní fauny se nalezly kosti jeskynního medvěda (Ursus speleus) v Medvědí chodbě. V hliněných jezírkách na březích podzemní Demänovky žije jeskynní rak tatranský (Niphargus tatrensis), z jeskynních netopýrů zde byl zjištěný netopýr velký (Myotis myotis). Poblíž elektrických reflektorů vyrůstají různé druhy řas a mechů (vodopád Smuteční vrba, Sněžný dóm).